# Palacio de la Isla (Burgos)

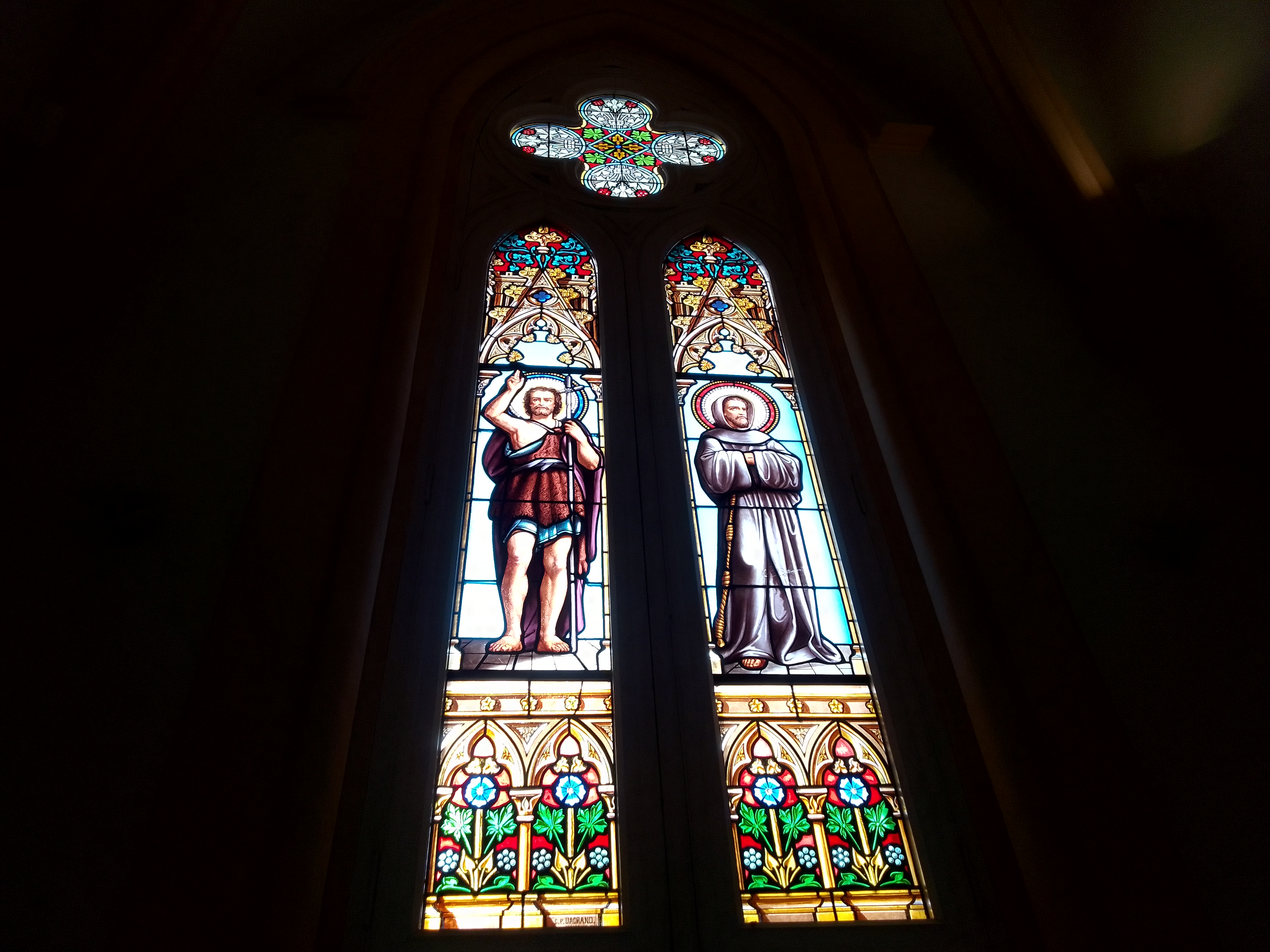
Vidriera de la capilla del Palacio de la Isla, con las imágenes de san Juan Bautista (izquierda) y san Francisco de Asís (derecha), santos epónimos de los constructores del palacio, Juan Muguiro y Casi y Francisca Muguiro y Cerragería

El Palacio de la Isla, ubicado en la ciudad española de Burgos, fue mandado construir en el año 1883 por el abogado y banquero Juan Muguiro y Casi en la huerta que había adquirido en el paseo de la Isla, con la intención de veranear en la ciudad. Su estilo es romántico con influencias neogóticas. En 1942, el edificio fue declarado Bien de Interés Cultural.

## Usos sucesivos
Fue construido como residencia veraniega de la familia del abogado y banquero Juan Muguiro y Casi y de su esposa Francisca Muguiro y Cerragería. Pasó temporadas en este palacio su hijo Miguel Ángel de Muguiro (1880-1954), que como encargado de negocios en la Embajada de España en Budapest contribuyó a la salvación de judíos perseguidos por el gobierno filonazi de Hungría.
Durante la guerra civil española fue cuartel General y residencia del jefe del Estado Francisco Franco, desde el 10 de agosto de 1937 hasta el 18 de octubre de 1939. En este palacio, Franco firmó el 1 de abril de 1939 el último parte de guerra, dando por finalizada la guerra civil española. Trasladada la capital a Madrid, este palacio fue usado durante la Dictadura franquista para distintos actos, como una reunión del consejo de ministros en 1947 (aunque ante las dificultades de espacio en el palacio, se utilizó una sala cedida por el colindante Monasterio de la Visitación).
Fue sede del Consejo General de Castilla y León, entidad preautonómica de la comunidad autónoma de Castilla y León (España), que desarrolló su actividad desde 1978 hasta 1983, año en que entró en vigor el Estatuto de Autonomía, y sede de la Junta de Castilla y León, hasta su traslado a Valladolid.
También otras instituciones tuvieron su sede provisional aquí, como el Grupo Espeleológico Edelwaiss o la comisaría de la Policía Nacional en Burgos.
Desde el 25 de abril de 2008 es la sede del Instituto de la Lengua de Castilla y León.

## Galería

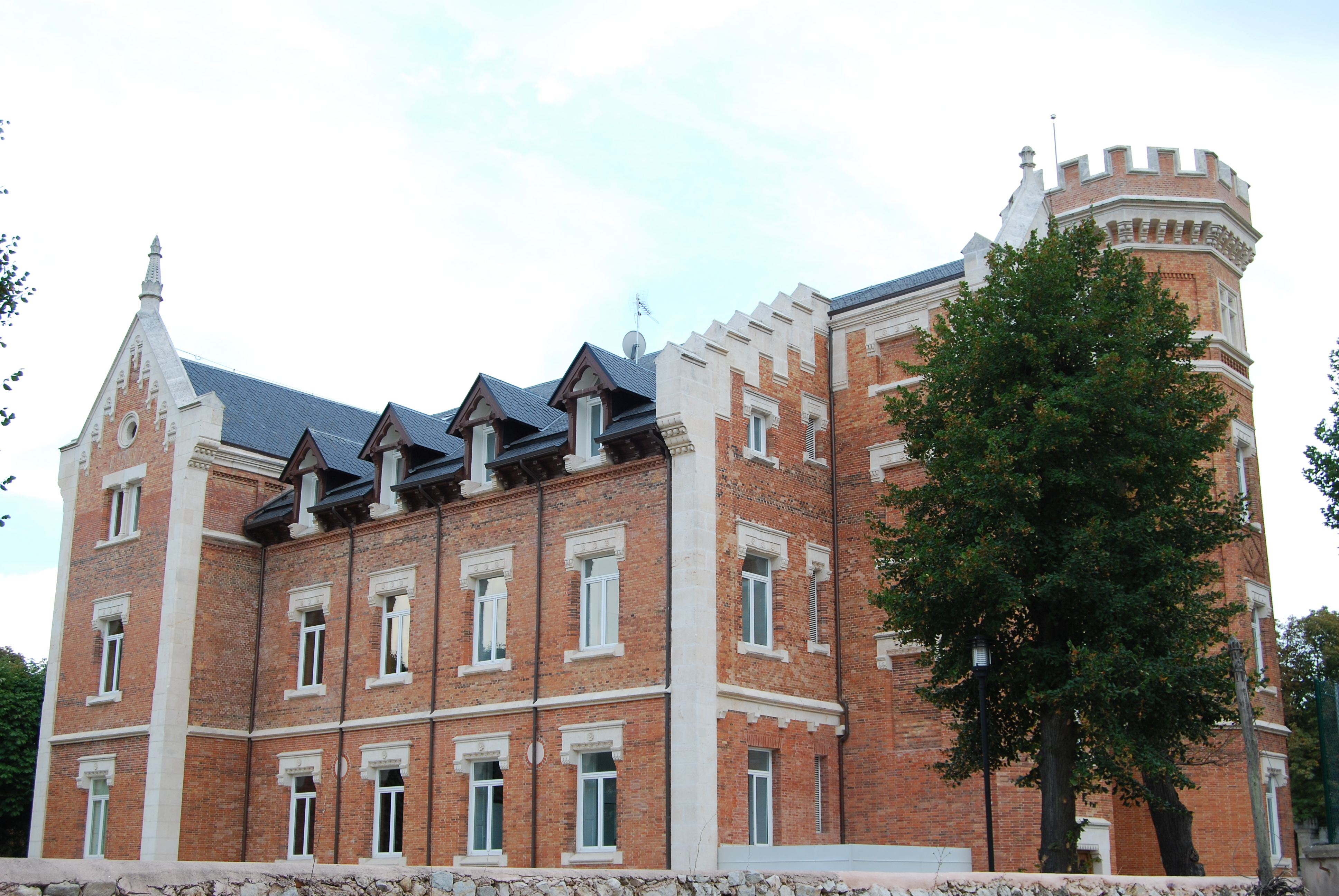
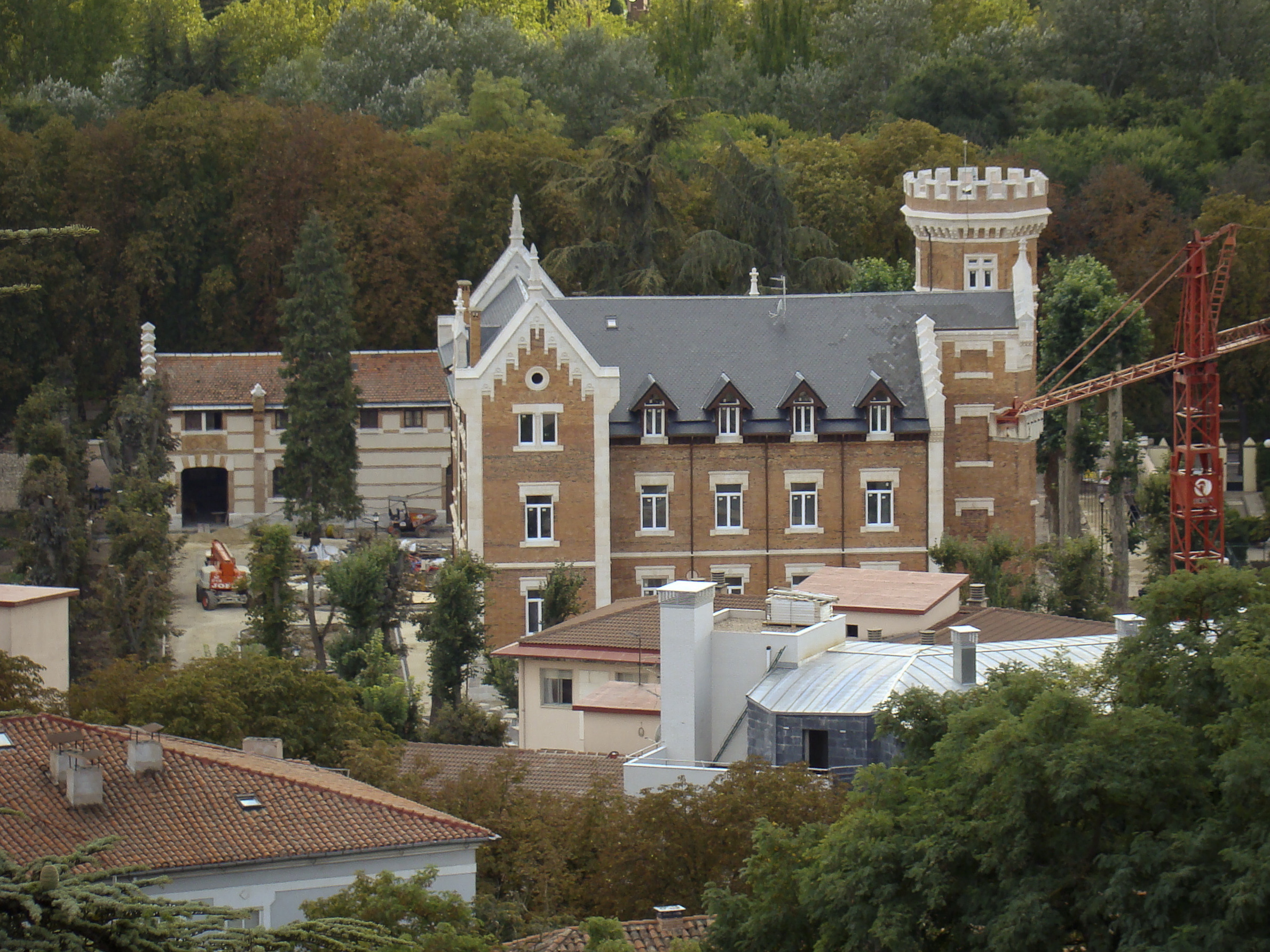
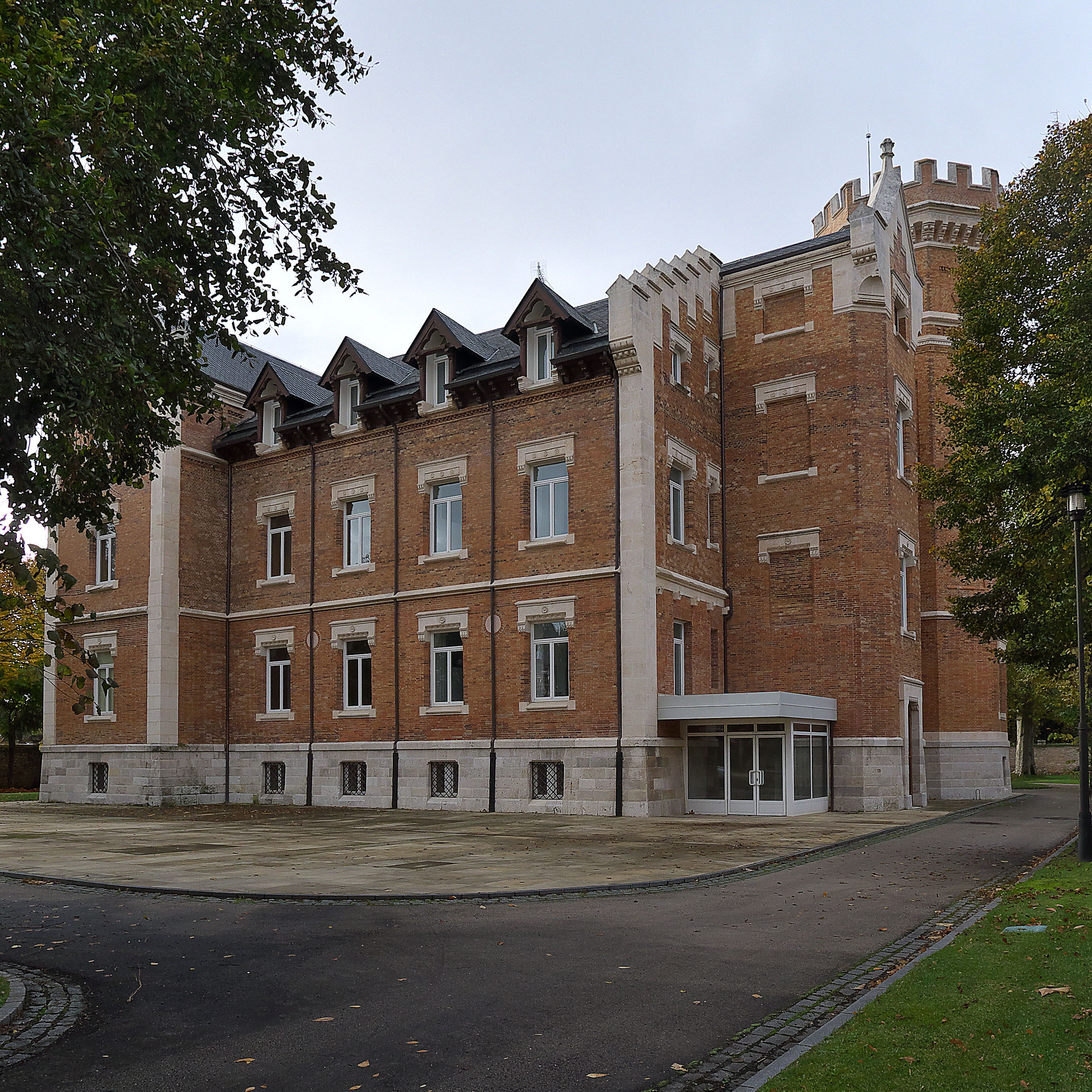
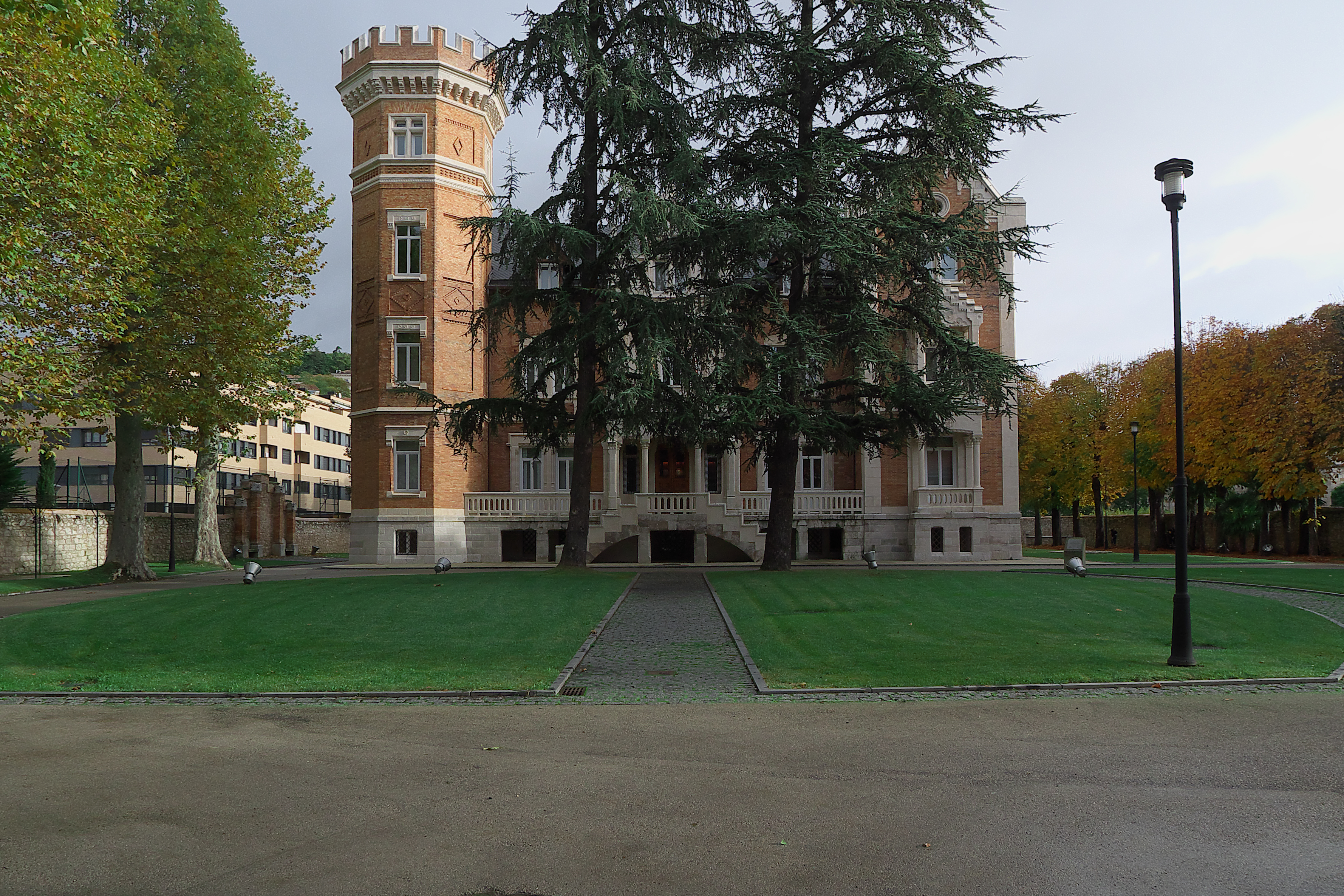
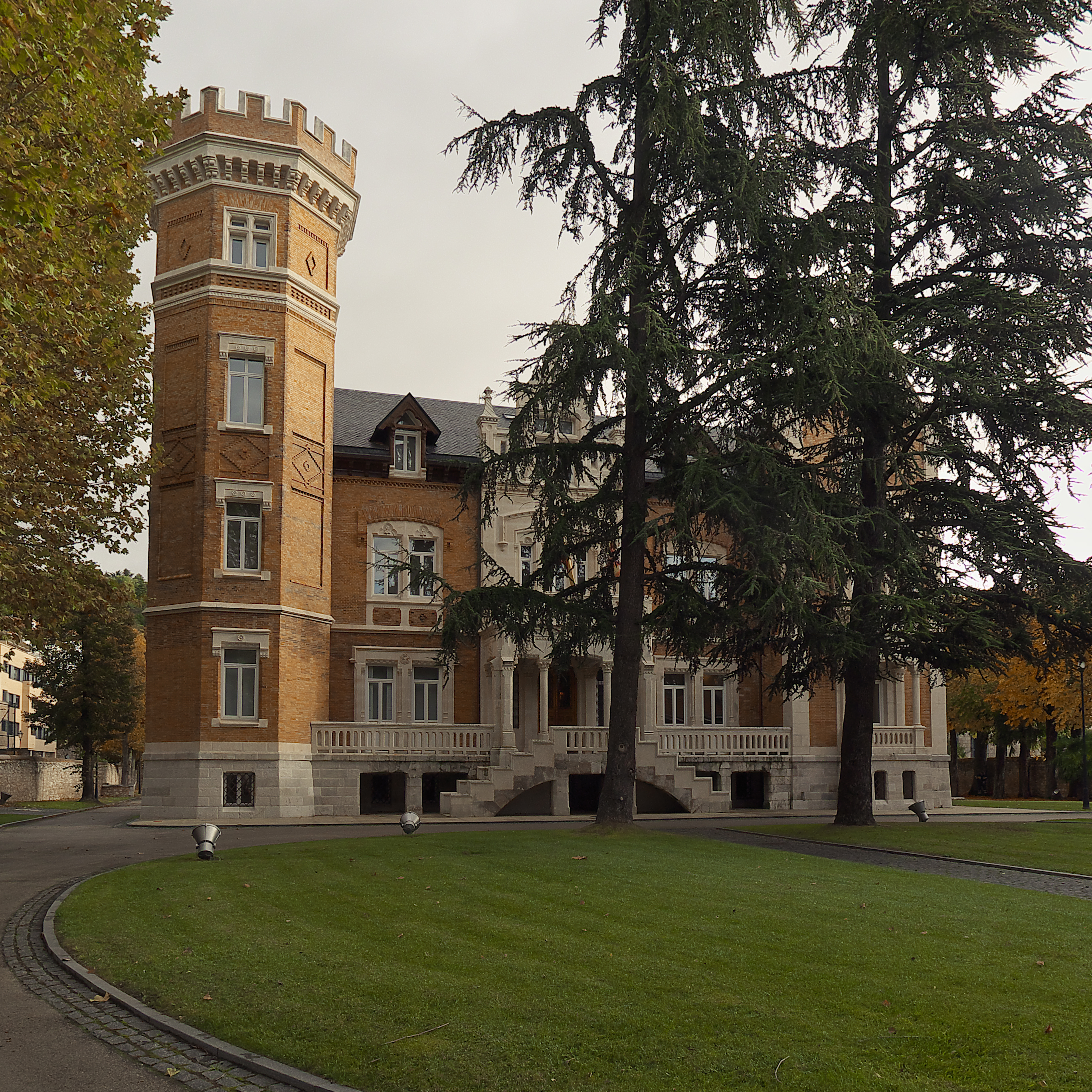
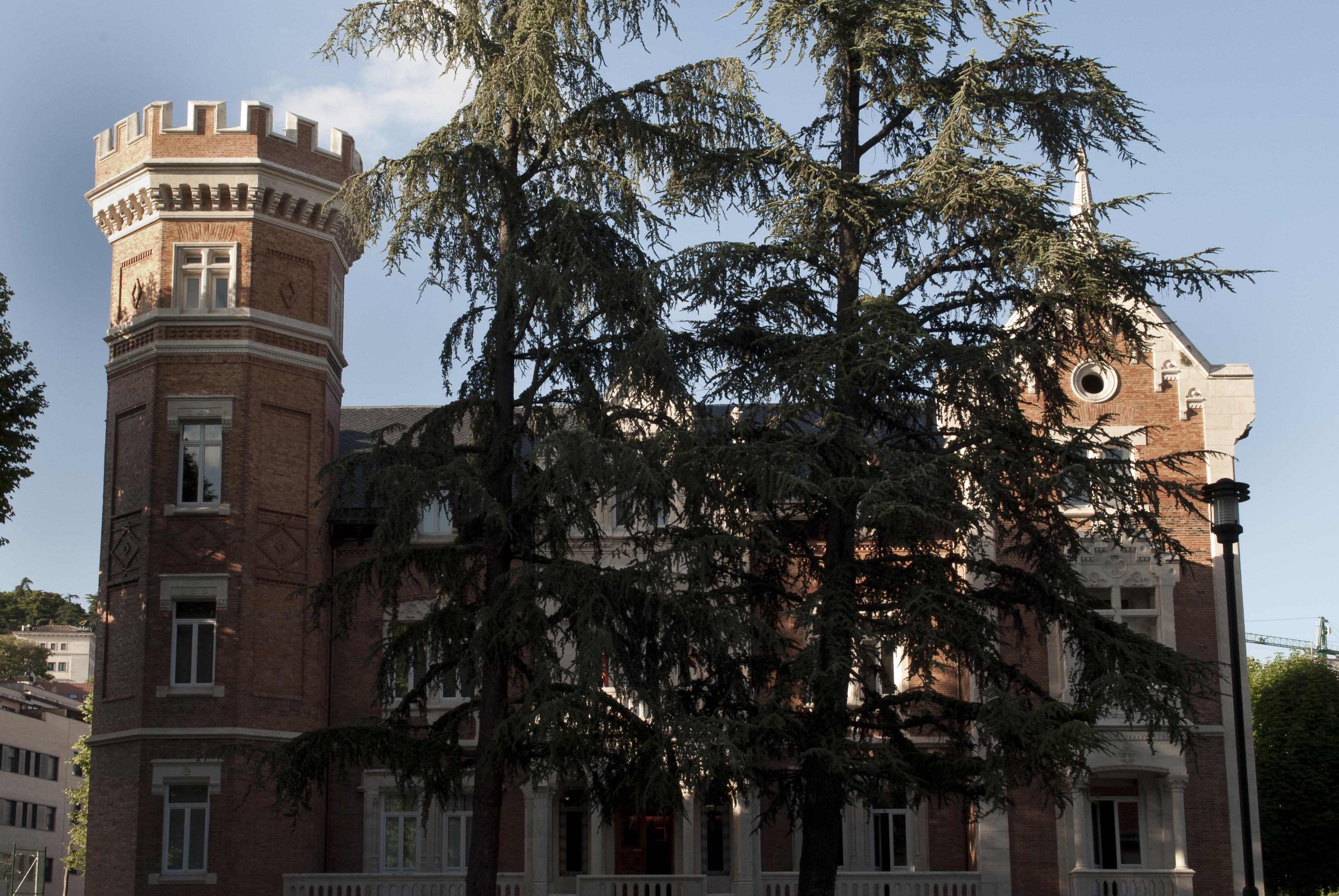
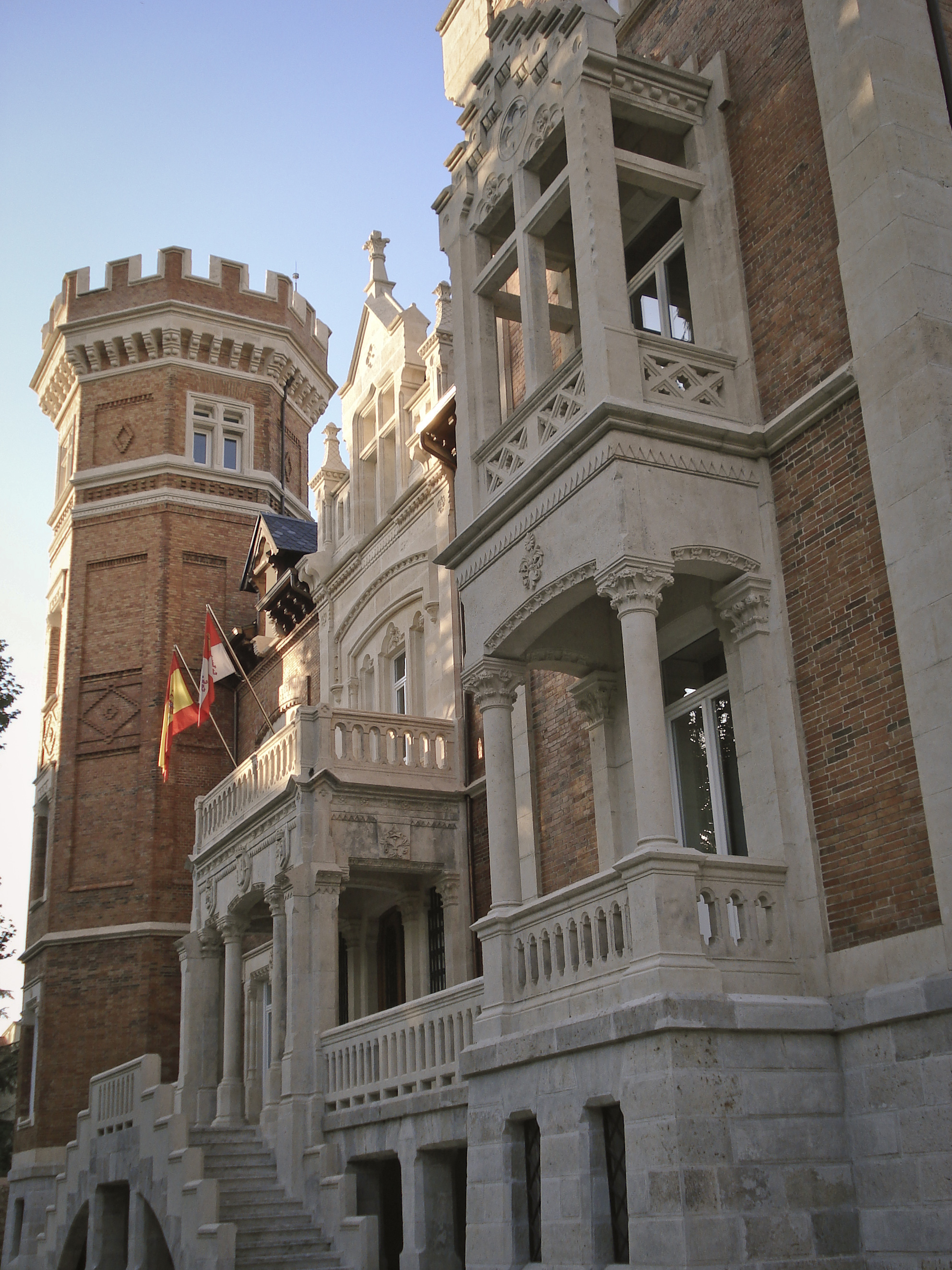
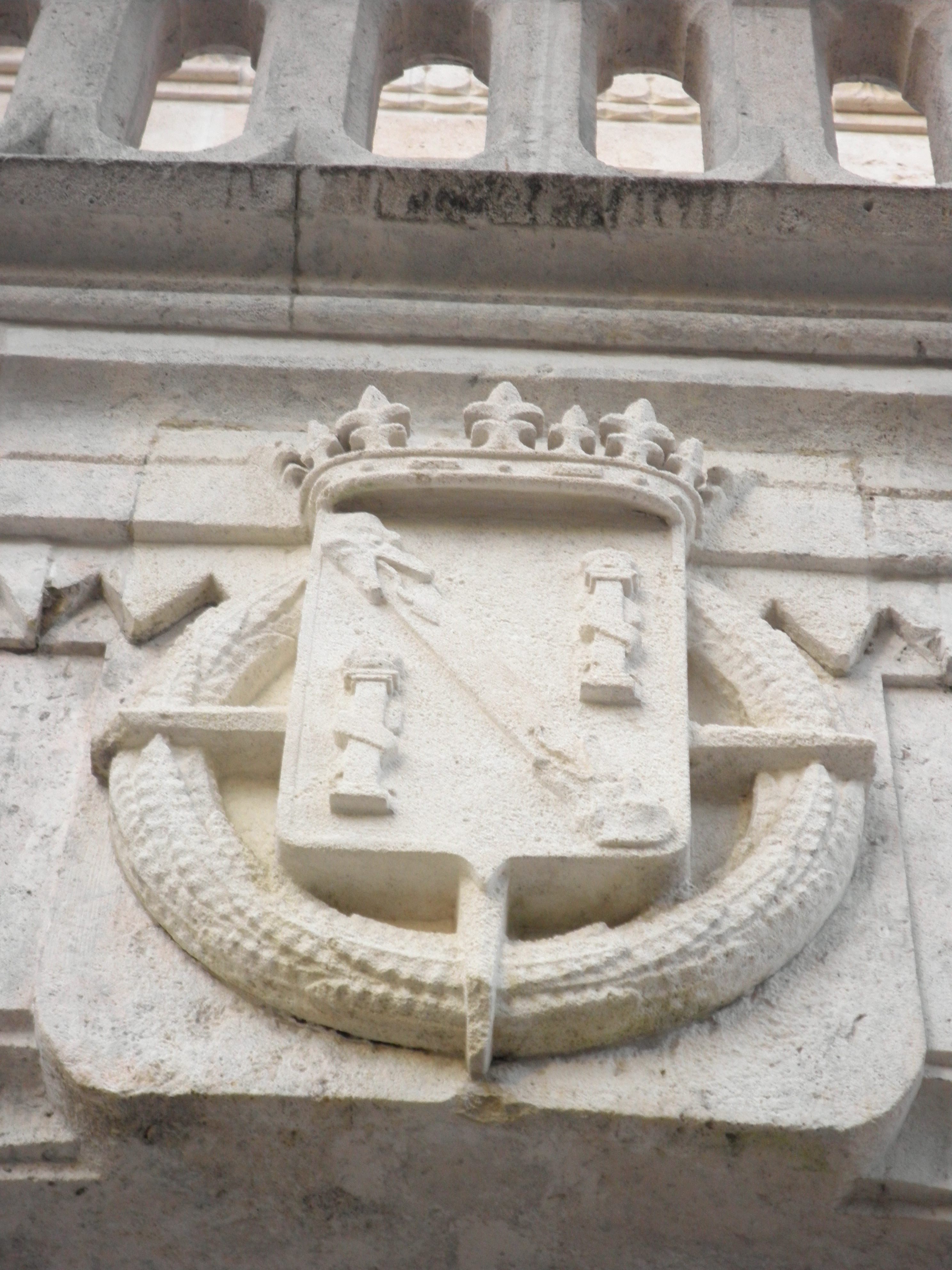